# Diamante (película)
Diamante es un cortometraje mexicano de 1984. Se estrenó el 17 de mayo de 1986 en la Cineteca Nacional.

## Sinopsis
La trama cuenta las hazañas de Diamante, un delincuente hostil, quien muere a manos de un niño.